# Падалка, Геннадий Иванович
Генна́дий Ива́нович Па́далка (род. 21 июня 1958 года, Краснодар) — советский и российский космонавт (381-й космонавт мира, 89-й космонавт России).
Герой Российской Федерации, лётчик-космонавт Российской Федерации (1999). Военный лётчик 1-го класса, полковник ВВС.
Совершил 5 космических полётов общей длительностью 878 суток 11 часов 29 минут и 48 секунд (второе место в мире по суммарной продолжительности нахождения в космосе после Олега Кононенко). Совершил 10 выходов в открытый космос. Суммарная продолжительность выходов — 38 часов 26 минут.
Лауреат премии Правительства РФ в области науки и техники.

## Биография
Родился 21 июня 1958 года в Краснодаре в семье Ивана Васильевича Падалки, работавшего трактористом, и Валентины Мефодьевны Падалки (в девичестве Меленченко). Русский. У него также есть младшие сёстры Ольга и Татьяна.
В 1975 году закончил среднюю школу № 57 г. Краснодара.

### Служба в ВВС
После окончания школы поступил в Ейское ордена Ленина высшее военное авиационное училище лётчиков им. дважды Героя Советского Союза В. М. Комарова, которое окончил 29 октября 1979 года по специальности «Командная тактическая истребительно-бомбардировочная авиация» с присвоением квалификации «лётчик-инженер».
С 19 декабря 1979 года служил лётчиком 559-го авиационного полка истребителей-бомбардировщиков в составе 105-й авиационной дивизии истребителей-бомбардировщиков 61-го гвардейского истребительного авиационного корпуса 16-й Воздушной армии ВВС Группы Советских войск в Германии. 10 июля 1980 года был переведён лётчиком в 116-й гвардейский авиационный полк той же дивизии.
С августа 1984 по апрель 1989 года служил старшим лётчиком 277-го бомбардировочного авиационного полка 83-й бомбардировочной авиационной дивизии ВВС Дальневосточного военного округа.
В 1988 году в авиационный полк, где служил Геннадий Падалка, приехала комиссия из Москвы для отбора новых кандидатов в отряд космонавтов, которую возглавлял Алексей Леонов. Он собрал лучших лётчиков полка и предложил им попробовать стать космонавтами.
После недолгих раздумий Геннадий Падалка дал согласие. По результатам нескольких медицинских комиссий он оказался единственным из всех кандидатов от полка, кто успешно прошёл отбор.
К моменту зачисления в отряд космонавтов освоил самолёты Л-29, МиГ-15УТИ, МиГ-17, Су-7Б, Су-7У, Су-7БМ, Су-24 с общим налётом 1300 часов. Кроме того, выполнил более 300 прыжков с парашютом, получив квалификацию инструктора парашютно-десантной подготовки.

### В отряде космонавтов
25 января 1989 года был рекомендован к зачислению в отряд космонавтов Центра подготовки космонавтов им. Ю. А. Гагарина (10-й набор космонавтов ЦПК ВВС). 22 апреля 1989 года был зачислен кандидатом в космонавты-испытатели.
С июня 1989 по январь 1991 года проходил общекосмическую подготовку в Центре подготовки космонавтов. 1 февраля 1991 года решением Межведомственной квалификационной комиссии ему была присвоена квалификация «космонавт-испытатель».
В 1992—1994 годах прошёл обучение в Международном центре обучающих систем на факультете аэрокосмоэкологии, получив квалификацию «инженер-эколог».
С апреля 1991 года по февраль 1996 года проходил подготовку по программе полётов на орбитальную станцию «Мир» в составе группы космонавтов «Д-8-1».
9 февраля 1996 года был назначен командиром второго (дублирующего) экипажа по программе 24-й экспедиции на орбитальную станцию «Мир» (ЭО-24) и командиром основного экипажа 26-й экспедиции (ЭО-26).
С сентября 1996 по июль 1997 года проходил подготовку в качестве командира дублирующего экипажа ЭО-24 вместе с Сергеем Авдеевым и Жан-Пьером Эньере (Франция).
С октября 1997 года приступил к подготовке в составе основного экипажа ЭО-26.
В июле 1999 года ему была присвоена квалификация «инструктор-космонавт-испытатель».
В 2007 году окончил Российскую академию государственной службы при президенте РФ по специальности «Государственное и муниципальное управление» (специализация — «Государственное управление и национальная безопасность»).
В апреле 2017 года вместе с Сергеем Ревиным, Сергеем Волковым и Александром Самокутяевым принял решение уйти из отряда космонавтов. 28 апреля 2017 года приказом начальника Центра подготовки космонавтов освобождён от должности инструктора-космонавта-испытателя 1-го класса и уволен из Центра подготовки космонавтов.
Живёт в Звёздном городке Щёлковского района Московской области.

## Полёты в космос

### Первый полёт («Союз ТМ-28» / «Мир»)
Свой первый полёт Геннадий Падалка совершил в качестве командира корабля «Союз ТМ-28» с бортинженером Сергеем Авдеевым и космонавтом-исследователем Юрием Батуриным. Старт корабля состоялся 13 августа 1998 года.
С 15 августа 1998 года по 27 февраля 1999 года — член экипажа орбитального комплекса «Мир».
10 ноября 1998 года совершил один выход в открытый космос продолжительностью 5 часов 54 минуты. 15 сентября 1998 года работал в разгерметизированном в результате аварии модуле «Спектр» (т. н. выход в «закрытый» космос) в течение 30 минут для подключения солнечных батарей.
В ходе полёта принимал участие в Международном общественном научно-просветительском космическом проекте «Знамя Мира».
28 февраля 1999 года вернулся на Землю в возвращаемом аппарате космического корабля «Союз ТМ-28» вместе с первым словацким космонавтом Иваном Беллой. Общая продолжительность полёта составила 198 суток 16 часов 31 минуту.

### Второй полёт («Союз ТМА-4» / МКС-9)
Следующего полёта Г. И. Падалке пришлось ожидать 5 лет. С июня 1999 года по июль 2000 года совместно с Олегом Кононенко проходил подготовку в составе дублирующего экипажа «Союз ТМ-34». С августа 2000 года по ноябрь 2001 года совместно с Стивеном Робинсоном и Эдвардом Финком проходил подготовку в составе дублирующего экипажа МКС-4.

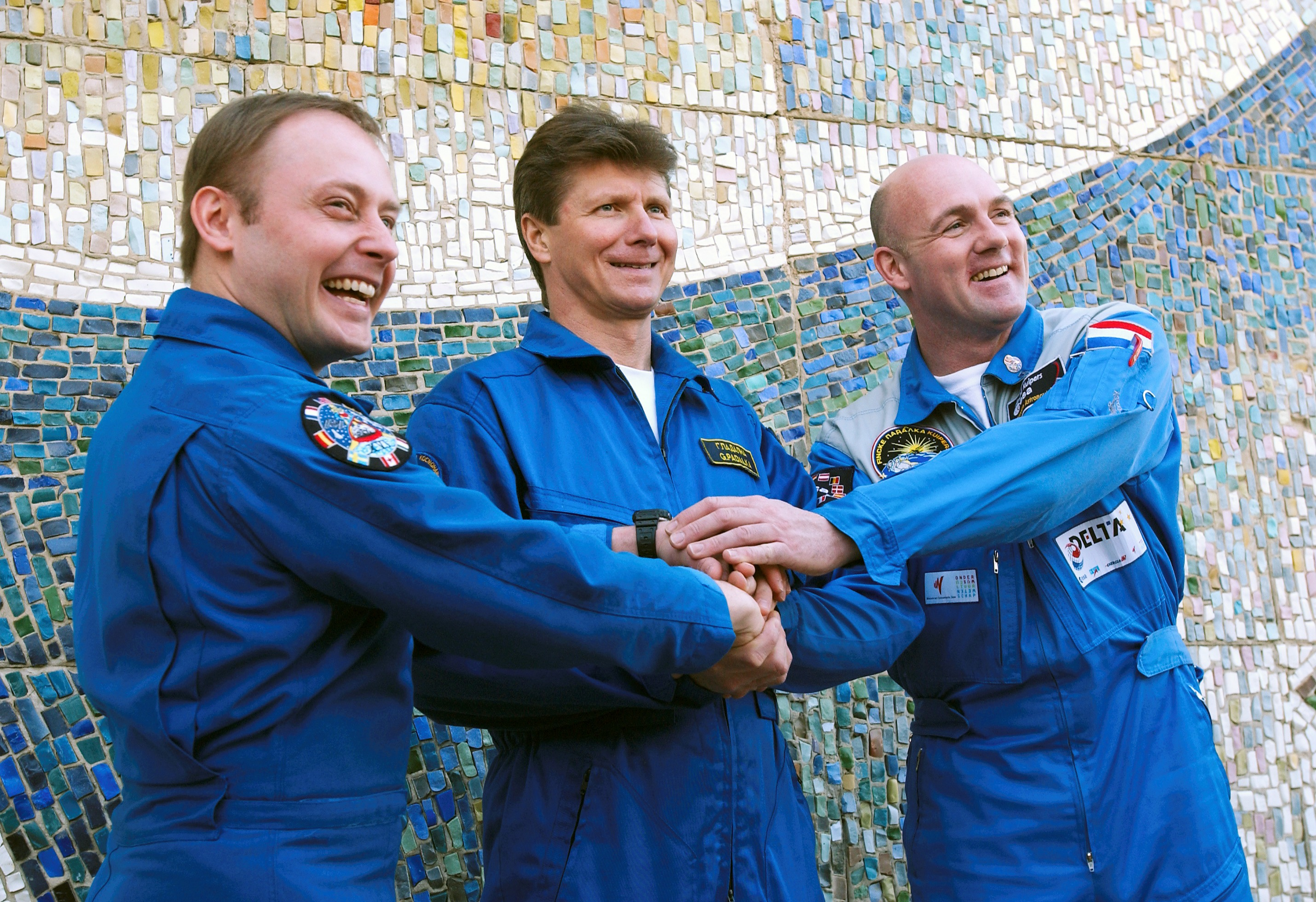
Экипаж экспедиции МКС-9. Слева направо: бортинженер Эдвард Финк, командир Геннадий Падалка, бортинженер Андре Кейперс

21 февраля 2002 года Падалка был назначен командиром экипажа МКС-9. В феврале 2004 года было решено включить в основной экипаж Геннадия Падалку (Роскосмос) и Эдварда Финка (НАСА), а также участника программы экспедиции посещения ЭП-6 — Андре Кёйперса (ЕКА).

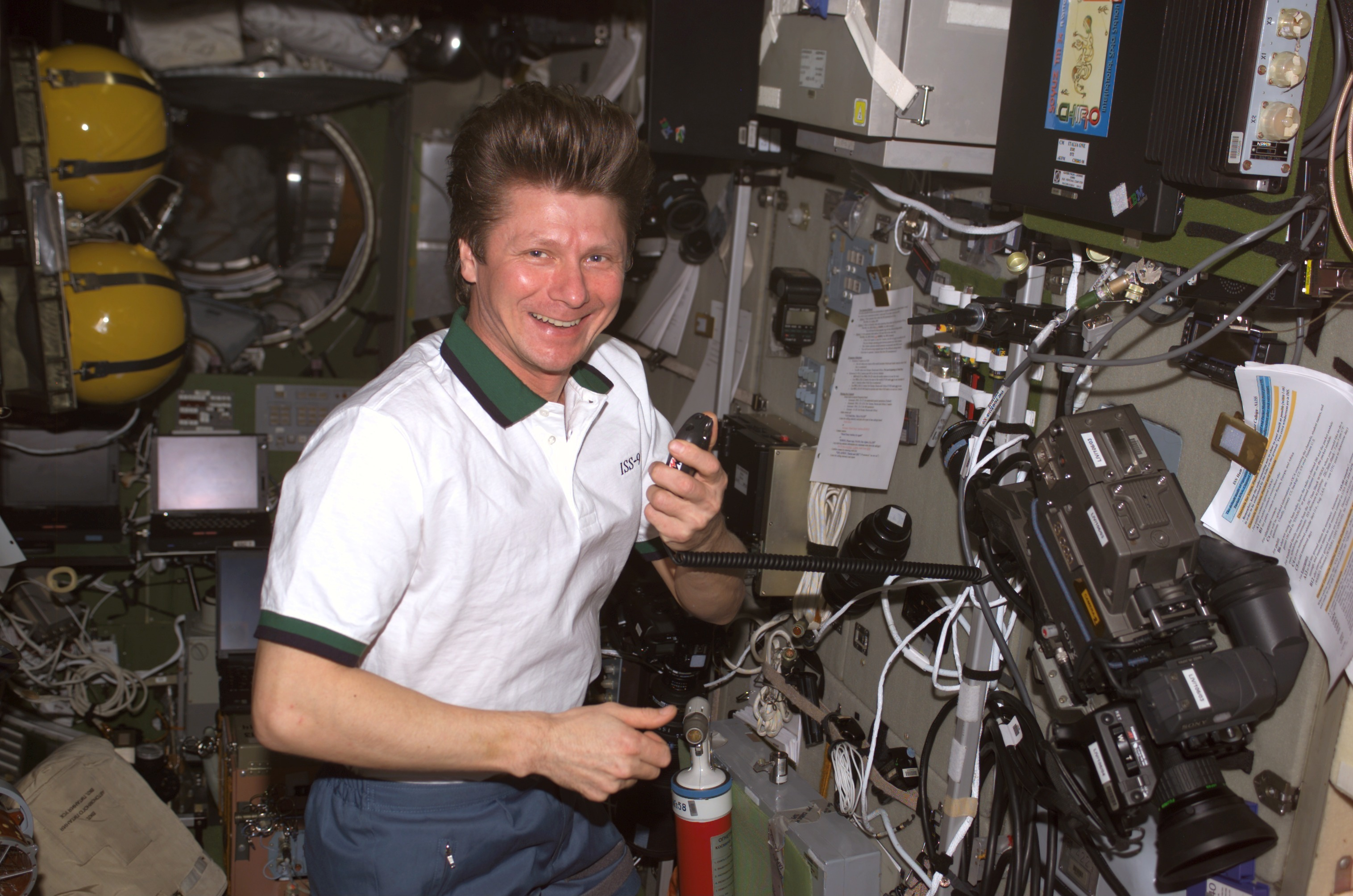
Командир экспедиции МКС-9 Геннадий Падалка внутри модуля «Звезда»

Полёт начался 19 апреля 2004 года и закончился 24 октября 2004 года. Состав экипажа 9-й основной экспедиции МКС (экипаж МКС-9) и корабля «Союз ТМА-4» — командир Геннадий Падалка, бортинженеры Андре Кейперс (ЕКА) и Эдвард Финк (НАСА). Экипаж пробыл на МКС с 21 апреля по 23 октября 2004 года.
За время полёта им совершено четыре выхода в открытый космос:
- 24 июня с 21:57 по 22:10 UTC — общая продолжительность 14 минут. Выход был завершён досрочно из-за потери давления в кислородном баллоне Эдварда Финка.
- 29 июня с 21:19 до 02:59 30 июня UTC — 5 часов 14 минут. Основной задачей было обслуживание гироскопа МКС.
- 3 августа с 06:58 по 11:28 UTC — 4 часа 30 минут. За время третьего выхода Падалкой и Финком установлены две антенны и заменены три лазерных отражателя.
- 3 сентября, с 16:43 по 22:04 UTC — 5 часов 20 минут. Установлены стыковочные антенны для автоматических грузовых кораблей ATV.

Общая продолжительность полёта составила 187 суток 21 час 16 минут.

### Третий полёт («Союз ТМА-14» / МКС-19, МКС-20)

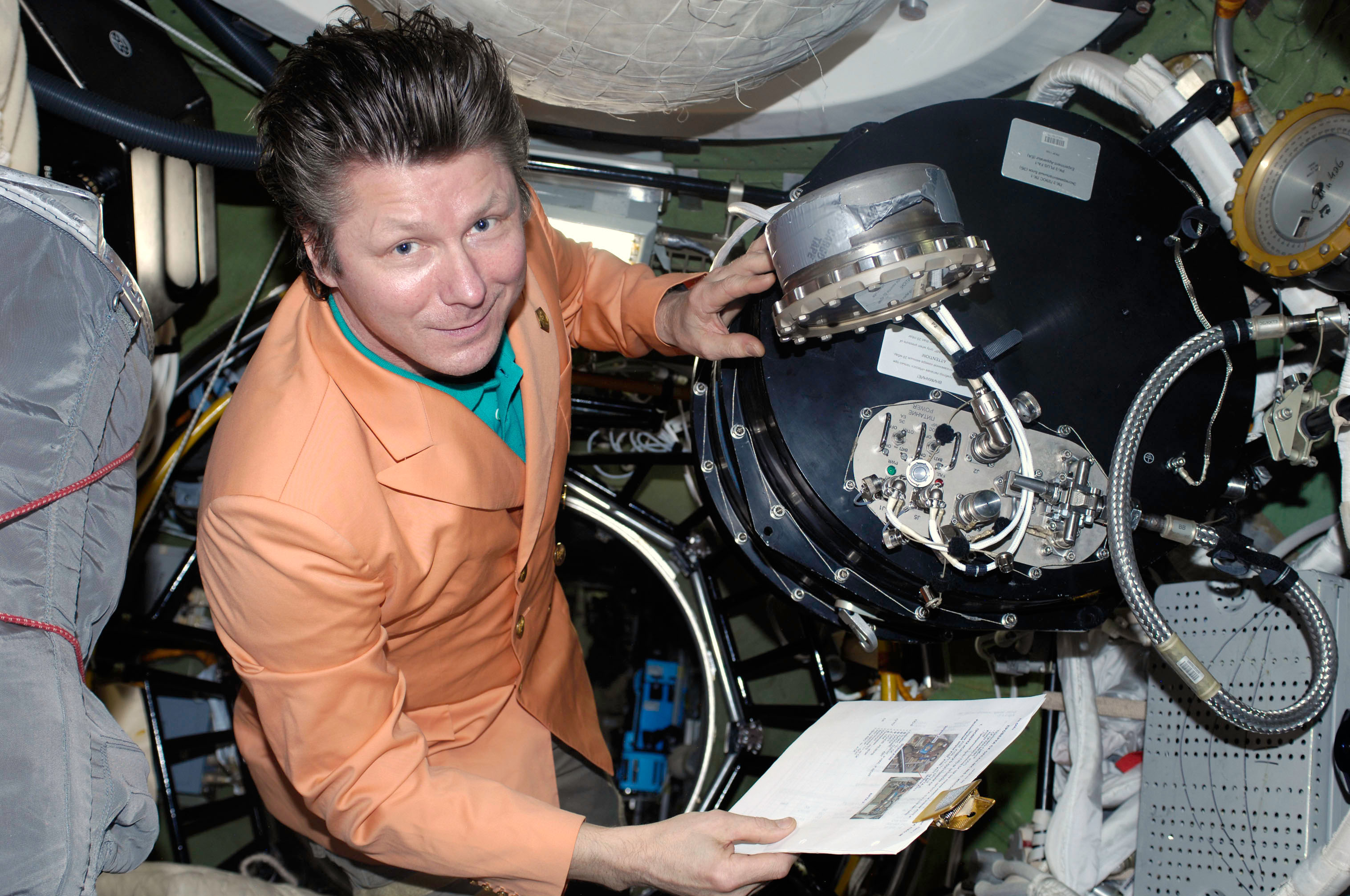
Командир экспедиции МКС-20 Геннадий Падалка работает в лаборатории PK-3 Plus внутри модуля «Пирс»

Стартовал 26 марта 2009 года в 11:49:18 UTC (14:49:18 мск) в качестве командира корабля «Союз ТМА-14», командира 19-й и 20-й основных экспедиций МКС вместе с астронавтом НАСА бортинженером Майклом Барратом и космическим туристом Чарльзом Симони.
Во время полёта Геннадий Падалка выполнил два выхода в открытый космос:
- 5 июня 2009 года — 4 часа и 54 минуты.
- 10 июня 2009 года — 19 минут.

За время выходов космонавты установили блоки антенн на модуле «Звезда», а также демонтировали плоскую крышку с зенитного стыковочного агрегата переходного отсека модуля «Звезда» и установили на её место стыковочный конус.
9 октября 2009 года на официальной церемонии передачи смены передал свои командирские полномочия астронавту ЕКА Франку Де Винне (Бельгия).
11 октября 2009 года совершил посадку на корабле «Союз ТМА-14» вместе с Майклом Барратом и космическим туристом Ги Лалиберте.
Продолжительность полёта составила 198 суток 16 часов 42 минуты.

### Четвёртый полёт («Союз ТМА-04М» / МКС-31, МКС-32)
25 апреля 2012 года на заседании Межведомственной комиссии в ЦПК имени Ю. А. Гагарина Г. И. Падалка был утверждён в качестве командира основного экипажа ТПК «Союз ТМА-04М».

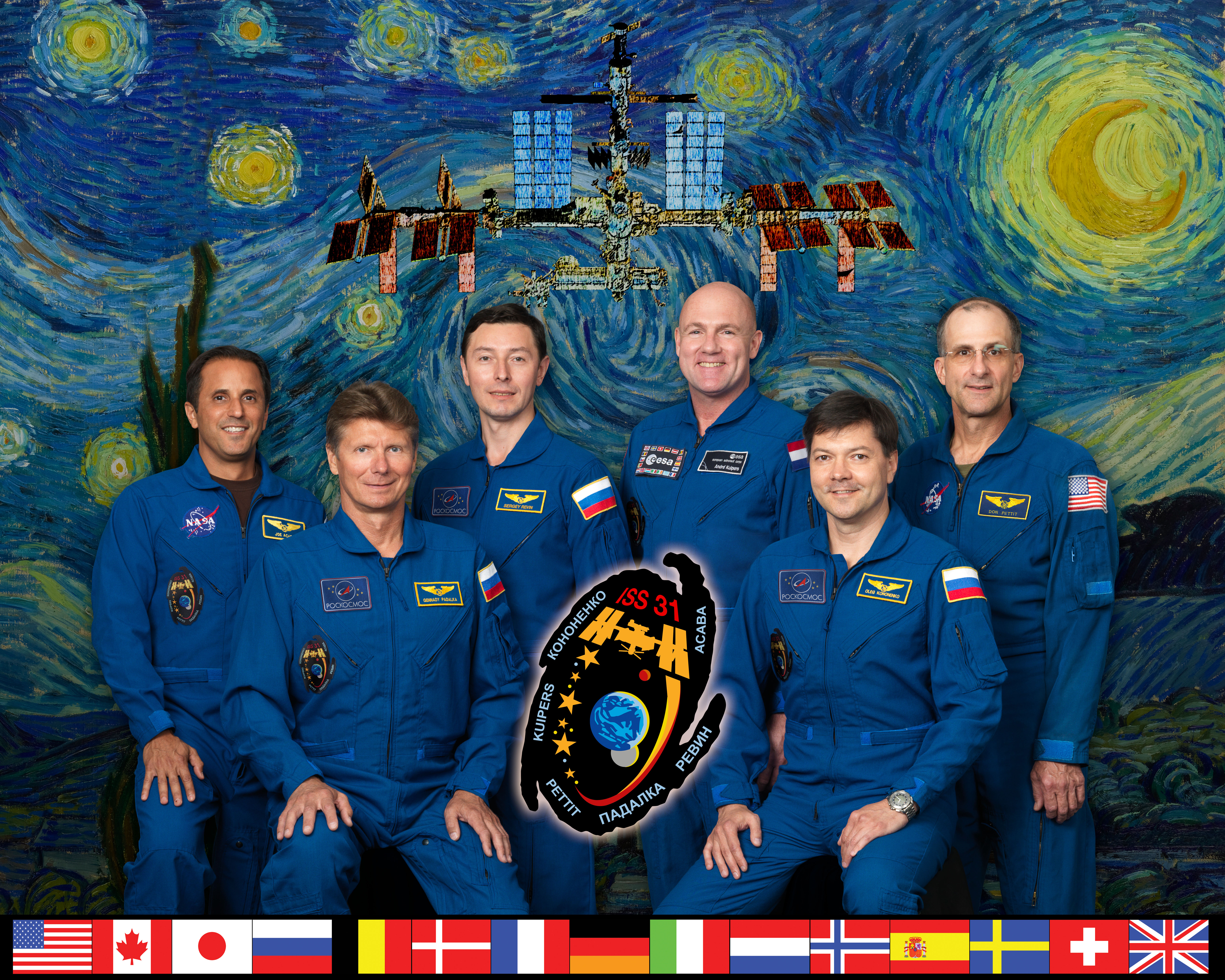
Портрет экипажа экспедиции МКС-31

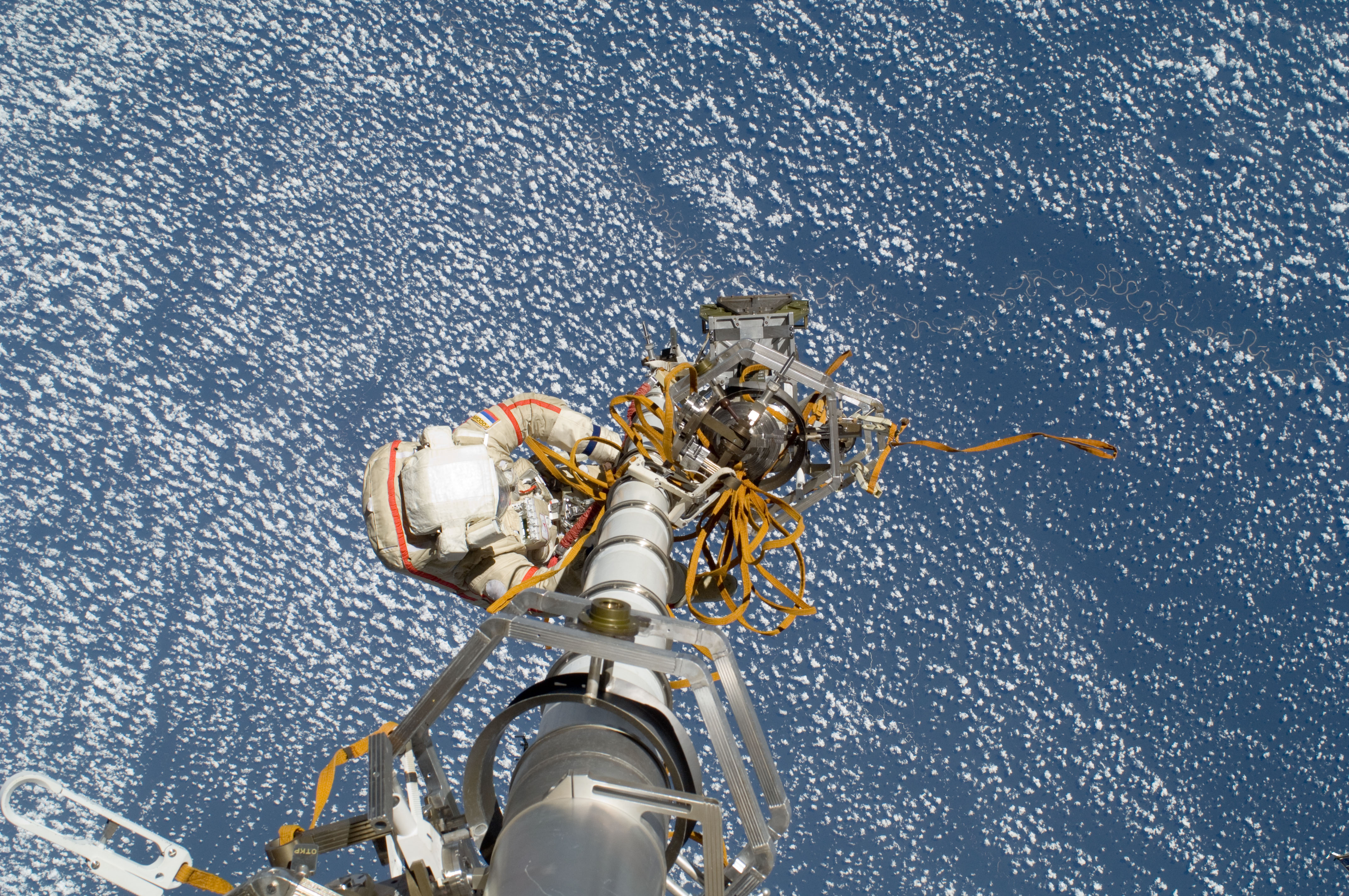
Командир экспедиции МКС-32 Геннадий Падалка проводит работу по перемещению грузовой стрелы «Стрела-2» из отсека «Пирс» в модуль «Заря» для подготовки «Пирса» к его возможной замене новым российским многоцелевым лабораторным модулем 20 августа 2012 года

15 мая 2012 года стартовал в качестве командира ТПК «Союз ТМА-04М», бортинженера 31-й и командира 32-й основных экспедиций МКС вместе с Сергеем Ревиным и Джозефом Акаба.
Во время полёта вместе с командиром экипажа ТПК «Союз ТМА-05М» Юрием Маленченко 20 августа 2012 года совершил один выход в открытый космос продолжительностью 5 ч 51 мин.

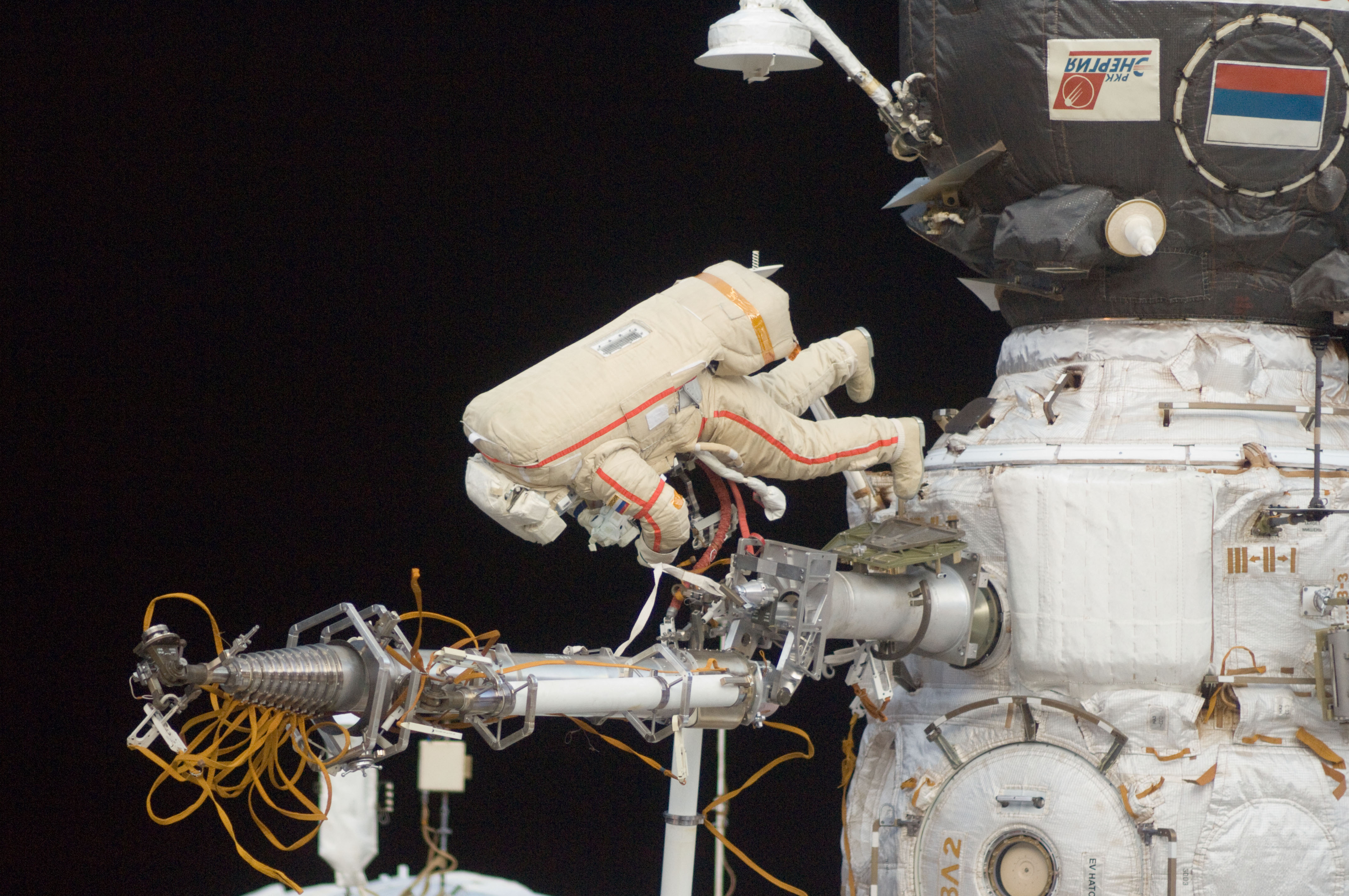
Командир экспедиции МКС-32 Геннадий Падалка во время выхода в открытый космос 20 августа 2012 года

За время выхода космонавты осуществили перенос грузовой стрелы ГСтМ-2 с СО «Пирс» МКС на гермоадаптер ФГБ «Заря» с помощью грузовой стрелы ГСтМ-1,
выполнили ручной запуск спутника «Сфера-53», установили 5 дополнительных противометеороидных панелей на СМ «Звезда».
17 сентября 2012 года в 6 часов 52 минуты по московскому времени спускаемый аппарат корабля «Союз ТМА-04М» совершил посадку в 86 километрах северо-восточнее города Аркалык в Казахстане.
Полёт продолжался 124 суток 23 часа 51 минуту.

### Пятый полёт («Союз ТМА-16М» / МКС-43, МКС-44)
Стартовал 27 марта 2015 года в качестве командира корабля «Союз ТМА-16М», члена 43-й и 44-й основных экспедиций МКС вместе с Михаилом Корниенко и Скоттом Келли. 28 марта, через 5 часов 51 минуту после старта, корабль успешно пристыковался к малому исследовательскому модулю «Поиск» российского сегмента МКС.

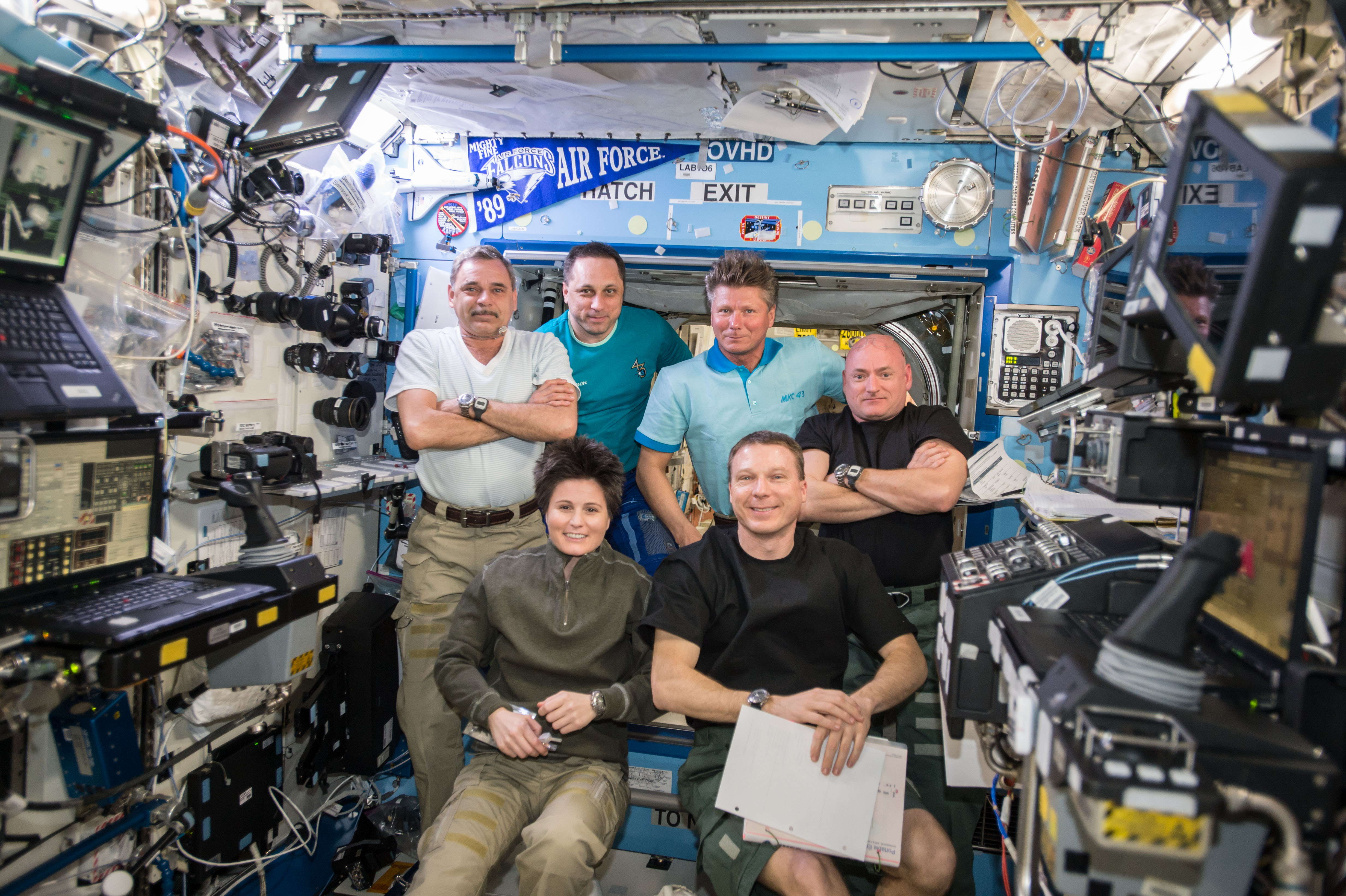
Члены экипажа МКС-43 в американском модуле «Дестини»

В год 70-летия победы советского народа в Великой Отечественной войне в память о подвиге советских людей экипаж под командованием Геннадия Падалки доставил точную копию Знамени Победы на борт Международной космической станции.
10 июня 2015 года принял командование станцией от американского астронавта Терри Вёртса.
Во время полёта 10 августа 2015 года совершил один выход в открытый космос продолжительностью 5 ч 34 мин. За время выхода Геннадий Падалка вместе с Михаилом Корниенко установили мягкие поручни на служебном модуле «Звезда» и элементы крепления антенн антенно-фидерного устройства межбортовой радиолинии, осуществили демонтаж блока датчика потенциала плазмы плазменно-волнового комплекса космического эксперимента «Обстановка», взяли пробы космической пыли в рамках космического эксперимента «Тест» с поверхностей солнечных батарей № 4, панели радиатора рабочего отсека и в районе дренажных клапанов систем «Воздух» и «Электрон».

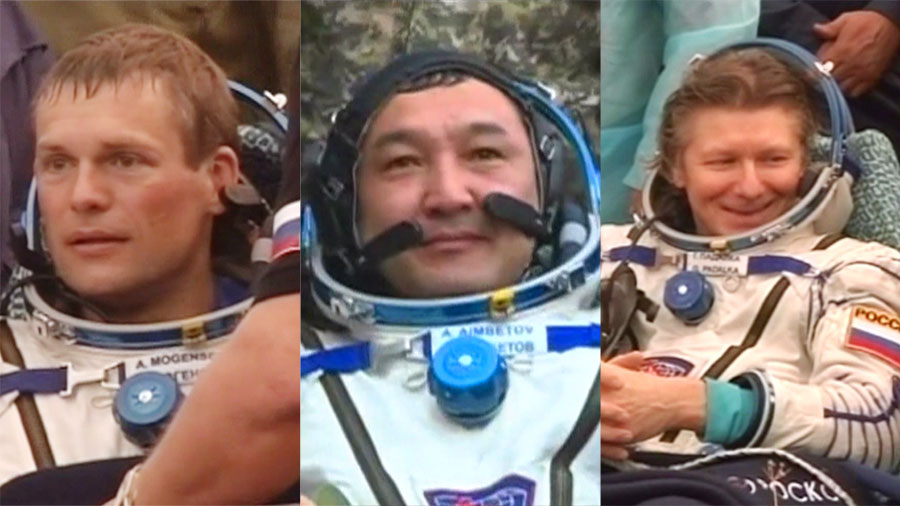
Члены экипажа космического корабля «Союз ТМА-16М» (слева направо) Андреас Могенсен, Айдын Аимбетов и Геннадий Падалка отдыхают после приземления в Казахстане, окружённые вспомогательным персоналом

5 сентября 2015 года передал командование станцией американскому астронавту Скотту Келли.
12 сентября 2015 года, в 3 часа 51 минуту мск Г. И. Падалка (командир) и бортинженеры кратковременной экспедиции посещения МКС (ЭП-18) Андреас Могенсен и Айдын Аимбетов, которые прилетели на МКС позже и пробыли на станции 9 суток, вернулись на Землю в спускаемом аппарате корабля «Союз ТМА-16М» в заданном районе Казахстана в 146 километрах юго-восточнее города Жезказган. Экспедиция длилась 168 суток 5 часов 8 минут. После этого полёта Геннадий Падалка стал абсолютным мировым рекордсменом по суммарному пребыванию в космическом пространстве — 878 суток.
Рекорд был утверждён Международной авиационной федерацией 15 апреля 2016 года под номером 17803. Предыдущий мировой рекорд принадлежал Сергею Крикалёву.

## Уход из отряда космонавтов
В апреле 2017 года вместе с Сергеем Ревиным, Сергеем Волковым и Александром Самокутяевым принял решение уйти из отряда космонавтов, так как, по его словам, ему «надоело бездельничать. Перспективы на полёт нет».
С 28 апреля 2017 года приказом начальника Центра подготовки космонавтов освобождён от должности инструктора-космонавта-испытателя 1-го класса и уволен из ЦПК.
После увольнения Геннадий Падалка опубликовал открытое письмо с критикой главы Центра подготовки космонавтов Юрия Лончакова и призывом уволить его.
Статистика
| # | Стартовый корабль | Старт, UTC        | Экспедиция              | Корабль посадки | Посадка, UTC      | Налёт                        | Выходы в открытый космос | Время в открытом космосе |
| - | ----------------- | ----------------- | ----------------------- | --------------- | ----------------- | ---------------------------- | ------------------------ | ------------------------ |
| 1 | Союз ТМ-28        | 13.08.1998, 09:43 | Союз ТМ-28, ЭО-26 (Мир) | Союз ТМ-28      | 28.02.1999, 02:14 | 198 суток 16 часов 31 минута | 2                        | 6 часов 24 минуты        |
| 2 | Союз ТМА-4        | 19.04.2004, 03:19 | Союз ТМА-4, МКС-9       | Союз ТМА-4      | 23.10.2004, 00:35 | 187 суток 21 час 16 минут    | 4                        | 15 часов 31 минута       |
| 3 | Союз ТМА-14       | 26.03.2009, 11:49 | Союз ТМА-14, МКС-19/20  | Союз ТМА-14     | 11.10.2009, 04:31 | 198 суток 16 часов 42 минуты | 2                        | 5 часов 6 минут          |
| 4 | Союз ТМА-04М      | 15.05.2012, 03:01 | Союз ТМА-04М, МКС-31/32 | Союз ТМА-04М    | 17.09.2012, 02:52 | 124 суток 23 часа 51 минута  | 1                        | 5 часов 51 минута        |
| 5 | Союз ТМА-16М      | 27.03.2015, 19:42 | Союз ТМА-16М, МКС-43/44 | Союз ТМА-16М    | 12.09.2015, 00:51 | 168 суток 5 часов 8 минут    | 1                        | 5 часов 34 минуты        |
|   |                   |                   |                         |                 |                   | 878 суток 11 часов 29 минут  | 10                       | 38 часов 26 минут        |

## Общественная деятельность
С января 2013 года является членом Попечительского совета Воронежского государственного аграрного университета (ВГАУ).
Член Совета директоров российского отделения Ассоциации исследователей космоса (The Association of Space Explorers).
Много выступает перед молодёжью. Космонавта часто приглашают на мероприятия, связанные с космосом, в России и за рубежом.

## Личная жизнь и увлечения
Личным талисманом Геннадия Падалки, неизменно отправлявшимся с ним в космический полёт, является снеговичок, который был подарен ему младшей дочерью Софьей. С его помощью он в первые минуты полёта на перегрузках определял момент наступления невесомости.
Увлекается театром, игровыми видами спорта, бегом, лыжами, бадминтоном и парашютным спортом, а также плаванием и дайвингом.
Активно путешествует. В апреле 2005 года участвовал в полёте на воздушном шаре «Святая Русь» над Северным полюсом. В июне 2016 года совершил восхождение на Эльбрус.
Любит слушать радиостанцию Ретро FM.
Радиолюбительский позывной — RN3DT. В свободное от работы на МКС время проводил сеансы связи, отвечая на вопросы радиолюбителей с Земли.
Первым провёл топографию глаз и УЗИ на борту МКС.
Стал первым из космонавтов, сделавших селфи в открытом космосе
Однажды пошутил, рассказав, что существует инструкция поведения при встрече с инопланетянами, информация была распространена журналистами.
Не стрижётся в космосе.
Категорически против полётов богатых космических туристов. Считает, что космос должен быть доступным для всех и служить всем.
Убеждённый атеист.

## Семья
Жена — Ирина Анатольевна Падалка (Пономарёва).
Сёстры:
- Лыжина (Падалка) Ольга Ивановна (род. 1961)
- Падалка Татьяна Ивановна (род. 1969)

Трое дочерей:
- Юлия (род. 1979) — окончила Московский университет потребительской кооперации, факультет Международных экономических отношений. Экономист.
- Екатерина (род. 1985) — окончила Московскую государственную юридическую академию, факультет Юриспруденции. Юрист.
- Софья (род. 2000) — окончила New York Film Academy, факультет кино. Режиссёр.

## Мнения современников о Г. И. Падалке
Источник, близкий к ЦПК, охарактеризовал Падалку как «одного из немногих космонавтов, сохранивших после нескольких полётов личную цель и желание продолжать полёты».
Космонавт Юрий Батурин сказал о своём бывшем командире так:
Он всегда стремится быть лучшим — искуснее коллег и точнее автоматики. И это ему удаётся.
Астронавты NASA описывают Геннадия Падалку как лучшего наставника для космонавтов-новичков по обучению жизни в условиях невесомости. За его опыт и характер американские коллеги назвали его «величайшим на свете Оби-Ваном Кеноби» в честь одного из главных героев культовой саги «Звёздные войны».
По словам старшей дочери:
Папа ответственный, инициативный, требователен к себе и другим. Эти качества он и прививал нам с детства. Часто можно услышать от него мудрый совет. Одна из его любимых цитат принадлежит Бернарду Шоу: «Жизнь, проведённая с ошибками, не только более почётна, но и более полезна, чем жизнь, проведённая в ничегонеделании». Своим жизненным примером он научил нас ставить цели и достигать их.

## Воинские звания
- Лейтенант (29.10.1979)
- Старший лейтенант (6.11.1981)
- Капитан (26.01.1984)
- Майор (27.09.1989)
- Подполковник (22.10.1992)
- Полковник (15.06.1999)

## Награды

### Государственные награды
- Герой Российской Федерации и Лётчик-космонавт Российской Федерации (5 апреля 1999 года) — за мужество и героизм, проявленные во время космического полёта двадцать шестой основной экспедиции на орбитальном научно-исследовательском комплексе «Мир»[42]

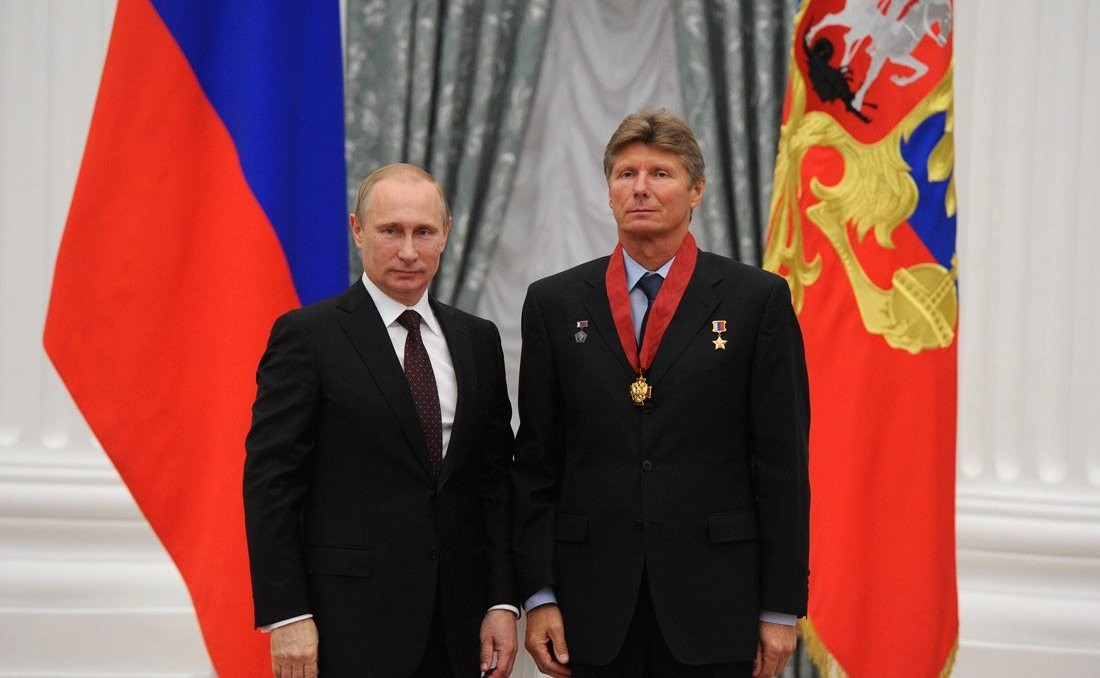
Награждение Орденом «За заслуги перед Отечеством» II степени. 31 июля 2014 года

- Орден «За заслуги перед Отечеством» II степени (22 мая 2014 года) — за достигнутые трудовые успехи, значительный вклад в социально-экономическое развитие Российской Федерации, заслуги в освоении космоса, гуманитарной сфере, укреплении законности, активную законотворческую и общественную деятельность, многолетнюю добросовестную работу[43]

- Орден «За заслуги перед Отечеством» III степени (2 апреля 2010 года) — за мужество и высокий профессионализм, проявленные при осуществлении космического полёта на Международной космической станции[44].
- Орден «За заслуги перед Отечеством» IV степени (2005 год)[45]
- Медаль «За заслуги в освоении космоса» (12 апреля 2011 года) — за большие заслуги в области исследования, освоения и использования космического пространства, многолетнюю добросовестную работу, активную общественную деятельность[46]
- Медаль «70 лет Вооружённых Сил СССР» (1988 год)
- Медали «За безупречную службу» I, II и III степеней
- Медаль Алексея Леонова (Кемеровская область, 2015) — за десять совершённых выходов в открытый космос[47]
- Лауреат премии Правительства Российской Федерации в области науки и техники[6]
- Почётный гражданин Краснодара[13]

### Ведомственные награды
- Знак Королёва
- Знак Гагарина
- Знак «За международное сотрудничество в области космонавтики»[12]

### Иностранные награды
- Командор ордена Короны (Бельгия, 2011 год)[48][49]
- Медаль «За космический полёт» (НАСА) (2013)[12][50]
- Медаль за выдающуюся общественную службу (НАСА) (2013)[50]
- Орден Достык 2 степени (Казахстан, 2015 год)[51]